# VOCALOID BEST from ニコニコ動画 (あお)
『VOCALOID BEST from ニコニコ動画（あお）』（ボーカロイド ベスト フロム ニコニコどうが あお）は、2011年6月22日にBinaryMixx Recordsより発売された、音声合成ソフトVOCALOIDをボーカルにして動画投稿サイト「ニコニコ動画」にて発表された楽曲を収録したベスト・アルバム。規格品番はMHCL-1931、販売元はソニー・ミュージックダイレクト（以下SMDR）。

## 解説
初音ミク、鏡音リン・レン、巡音ルカ、KAITO、Megpoidをボーカルに用いた楽曲が収録されている。2009年に発売された『初音ミク ベスト〜impacts〜』、『初音ミク ベスト〜memories〜』と同じく、SMDRとの共同企画によるもので、同日にSMDRより『VOCALOID BEST from ニコニコ動画 (あか)』も発売された。また、同年8月4日にヤマハミュージックメディアより、本アルバムに参加した作者のインタビューと、収録曲の楽譜を掲載したオフィシャルブック「VOCALOID BEST from ニコニコ動画（あお・あか）」も発売されている。
初回生産限定盤は鏡音リン・レンAppendのキャラクターデザインを手がけたオサムの描き下ろしによるスペシャルボックス仕様、オサム描き下ろしのピクチャー・レーベルで、ジャケットイラストのポスターと3Dスペシャルジャケットが封入されている。
なお、発売：ドワンゴ・ミュージックエンタテインメント（dme、当時）、販売：SMDRではあるが、ソニー・ミュージックエンタテインメント（SME）では実質SMDRから発売された作品として扱われている。したがって、ブックレットには問い合わせ先としてdmeではなくSMEの連絡先が記載されている。

## 収録曲
1. ARiA [4:25]
  - とくP feat.初音ミク（作詞：lino、とくP、木緒なち 作曲：とくP）
2. ネトゲ廃人シュプレヒコール [4:53]
  - さつき が てんこもり feat.初音ミク（作詞・作曲：さつき が てんこもり）
  - オンラインゲームを題材とした楽曲。「初音ミク -Project DIVA- f」では、「ファンタシースターオンライン2」とコラボしている[2]。
3. みくみくにしてあげる♪【してやんよ】 [1:42]
  - ika feat.初音ミク（作詞・作曲：ika_mo）
    - 詳細は当該項目を参照。
4. マトリョシカ [3:20]
  - ハチ feat.初音ミク・GUMI（作詞・作曲：ハチ）
    - マトリョーシカ人形やロシア民謡をモチーフとした楽曲[3]。
5. 千年の独奏歌 [4:37]
  - yanagi feat.KAITO（作詞・作曲：yanagi）
    - KAITOの音声ライブラリを提供している風雅なおともカヴァーしている。なお、『EXIT TUNES PRESENTS Vocalonation feat.初音ミク』に収録されているバージョンは「refine」が付いたリメイク版。
6. パラジクロロベンゼン [3:37]
  - オワタP feat.鏡音レン（作詞・作曲：オワタP）
    - アンサーソングとして「アンチクロロベンゼン」がある。
7. ＊ハロー、プラネット。 [5:01]
  - sasakure.UK feat.初音ミク（作詞・作曲：sasakure.UK）
    - PVは「初音ミクDVD〜impacts〜」に収録されており、このPVを題材としたゲームが「初音ミク -Project DIVA-」のダウンロードコンテンツ『ミクうた、おかわり。』で配信されている。
8. Dear [4:28]
  - 19's Sound Factory feat.初音ミク（作詞・作曲：19 -iku-）
    - 自身のデビューアルバムであり、ストーリー形式のミニアルバム『First Sound Story』に収録されている。また、『MOER feat.初音ミク -2nd anniversary-』に収録されているバージョンは「Dear -2nd anniversary-」と題し、ニューアレンジを施している。
9. 悪ノ召使 [4:51]
  - mothy_悪ノP feat.鏡音レン（作詞・作曲：mothy）
    - 『悪ノ娘』の対となる楽曲。
10. magnet [4:01]
  - minato（流星P） feat.初音ミク・巡音ルカ（作詞・作曲：minato（流星P））
11. 1925 [3:18]
  - T-POCKET feat.初音ミク（作詞・作曲：T-POCKET）
    - 詳細は当該項目を参照。
12. ダブルラリアット [3:27]
  - アゴアニキ feat.巡音ルカ（作詞・作曲：アゴアニキ）
13. 星屑ユートピア [4:22]
  - otetsu feat.巡音ルカ（作詞・作曲：otetsu）
    - アルバム『EXIT TUNES PRESENTS Megurhythm feat.巡音ルカ』では、ギターを164が、ピアノを蝶々Pが演奏したリファインバージョンが収録されている。
14. PIANO*GIRL [4:17]
  - OSTER project feat.初音ミク（作詞・作曲：OSTER project）
15. Just Be Friends [5:00]
  - Dixie Flatline feat.巡音ルカ（作詞・作曲：Dixie Flatline）
16. Yellow [3:20]
  - kz(livetune) feat.初音ミク（作詞・作曲：kz）
    - 詳細は当該項目を参照。
17. Calc. [3:56]
  - ジミーサムP feat.初音ミク（作詞・作曲：ジミーサムP）
18. メランコリック [3:39]
  - Junky feat.鏡音リン（作詞・作曲：Junky）
19. ブラック★ロックシューター [4:52]
  - supercell feat.初音ミク（作詞・作曲：ryo）
    - 詳細は当該項目を参照。